# Saint-Pandelon
Saint-Pandelon – miejscowość i gmina we Francji, w regionie Nowa Akwitania, w departamencie Landy.